# Щасливий принц (фільм, 2018)
«Щасливий принц» (англ. The Happy Prince) — копродукційна історично-біографічна драма 2018 року про останні роки життя Оскара Вайлда, поставлена Рупертом Евереттом. Світова прем'єра фільму відбулася 21 січня 2018 року на кінофестивалі «Санденс».

## Сюжет
Наприкінці XIX століття денді Оскар Вайлд (Руперт Еверетт) є улюбленцем лондонського суспільства — дотепним, гумористичним і скандальним. Але його любовні стосунки з чоловіками, занадто відкриті як на той час, приводять його до в'язниці. Після звільнення вже хворий Оскар від'їжджає до Франції, де живе під ім'ям Себастьяна Мельмота. Тут він зустрічається з близькими друзями — Реджі Тернером (Колін Ферт) і Роббі Россом (Едвін Томас). Нові зв'язки не приносять письменникові щастя. Його постійно мучить фізичний біль, але завдяки своїй блискучій дотепності він намагається жити нормально.

## У ролях
| • Руперт Еверетт   | … | Оскар Вайлд           |
| • Колін Морган     | … | Альфред «Бозі» Дуглас |
| • Едвін Томас      | … | Роббі Росс            |
| • Колін Ферт       | … | Реджі Тернер          |
| • Емілі Вотсон     | … | Констанція Голланд    |
| • Том Вілкінсон    | … | отець Данн            |
| • Бенджамін Войзін | … | Жан                   |
| • Том Коллі        | … | Моріс Жилберт         |
| • Беатріс Даль     | … | менеджер кафе         |
| • Анна Ченселлор   | … | місіс Арбутнотт       |
| • Джуліан Ведем    | … | Топ Гат               |
| • Антоніо Спагнюло | … | Феліче                |

## Знімальна група
- Автор сценарію — Руперт Еверетт
- Режисер-постановник — Руперт Еверетт
- Продюсери — Себастьєн Деллуа, Філіпп Кройцер, Йорг Шульц
- Виконавчі продюсери — Принц Азім, Конні Філіпелло, Зігі Камаса, Крістін Ланган, Нік Манці, Джо Оппенгаймер, Андреас Зілеке, Маркус Циммер
- Асоційовані продюсери — Девід Колбі, Діана Елбаум, Роберт Фокс, Катя Кулманн, Стефан Меллманн
- Співпродюсери — Карло Дельї Еспості, Гед Доерті, Колін Ферт, Нікола Серра
- Оператор — Джон Сонрой
- Композитор — Габрієль Яред
- Монтаж — Ніколас Гестер
- Художник-постановник — Браян Морріс
- Художник з костюмів — Джованні Казальнуово, Мауриціо Мілленотті
- Художник-декоратор — Нейн Корнеліус, Фредерік Дельрю, Емілі Дутей, Стефані Грос та ін.
- Артдиректор — Бернар Койєтт, Ренате Шмадерер
- Підбір акторів — Целестія Фокс

## Нагороди та номінації
| Список нагород та номінацій           | Список нагород та номінацій | Список нагород та номінацій                | Список нагород та номінацій | Список нагород та номінацій | Список нагород та номінацій |
| Кінофестиваль/Кінопремія              | Рік                         | Категорія                                  | Номінант(и)                 | Результат                   | Дж                          |
| ------------------------------------- | --------------------------- | ------------------------------------------ | --------------------------- | --------------------------- | --------------------------- |
| Берлінський міжнародний кінофестиваль | 2018                        | Премія «Тедді» за найкращий художній фільм | Щасливий принц              | Номінація                   | [ 3 ]                       |
| Європейський кіноприз                 | 15.12.2018                  | Найкращий актор                            | Руперт Еверетт              | Номінація                   | [ 4 ]                       |
| Премія «Магрітт»                      | 02.02.2019                  | Найкращий фільм спільного виробництва      | Щасливий принц              | Номінація                   | [ 5 ]                       |